# مقاومت مالیاتی در ایالات متحده
مقاومت مالیاتی در ایالات متحده حداقل از زمان استعمار به این‌سو انجام شده و نقش مهمی را در تاریخ آمریکا ایفا کرده‌است.
مقاومت مالیاتی امتناع از پرداخت مالیات است، معمولاً به وسیله دورزدن نورم‌های قانونی تعیین شده به عنوان ابزاری برای اعتراض، مقاومت بدون استفاده از خشونت یا مخالفت با خدمت سربازی. مقاومت مالیاتی تاکتیک اصلی انقلاب آمریکا بوده و در بسیاری از مبارزات آمریکا از دوران استعمار تا امروز نقش داشته‌است.
علاوه بر این، فلسفه مقاومت مالیاتی، از اصل «نفی مالیات بدون نمایندگی» که به عنوان بنیانی برای انقلاب عمل کرد تا ادعای وجدان فردی در نافرمانی مدنی هنری دیوید ثورو، یکی از صفحه‌های مهم فلسفه‌سیاسی آمریکا بوده‌است.

## نظریه
این نظریه که «نفی مالیات بدون نمایندگی»، هرچند از آمریکا نشأت نگرفته‌است، اغلب با انقلاب آمریکا مرتبط است، که این شعار در آن وظیفه قدرتمندی را ایفا کرد. امروز نیز یک فریاد تجمع برای شورش‌های مالیاتی است. نظریه نافرمانی مدنی آمریکایی هنری دیوید ثورو ثابت کرده‌است که بسیار تأثیرگذار بوده. امروزه تأثیر آن به موضع‌گیری‌ها و کمپاین‌های مقاومت مالیاتی محدود نمی‌شود، بلکه دربرگیرنده هر گونه امتناع از اطاعت از قوانین ناعادلانه است. این‌ها از جمله نظریه‌های مقاومت مالیاتی هستند که رنگ و بوی خاص آمریکایی به خود گرفته‌اند و مقاومت مالیاتی و کمپاین‌های مقاومت مالیاتی آمریکایی را به حرکت آورده و الهام بخشیده‌اند.

### نفی مالیات بدون نمایندگی

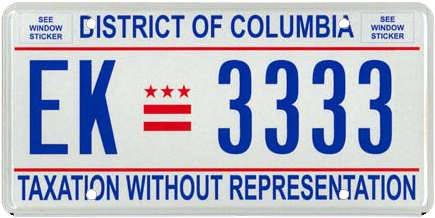
پلاک استاندارد حوزه کلمبیا با عبارت «مالیات بدون نمایندگی»

در فلسفه سیاسی انگلستان در اواخر قرن هجدهم میلادی، این نظریه برجسته‌ای بود که برای این‌که یک حاکمیت بر جمعیتی مالیات وضع کند، جمعیت یاد شده باید در قانون‌گذاری نماینده داشته باشند که اختیار وضع مالیاتی خود را داشته باشند. این نظریه در قالب شعار «نفی مالیات بدون نمایندگی» (عبارات مشابه به آن) بدیهی شد.
از آن‌جایی که مستعمرات آمریکایی در پارلمان بریتانیا نماینده نداشتند، این اصل به یک بستر مفید برای شورشیان استعماری تبدیل شد تا طغیان خود را در برابر مالیات مستقیم که توسط ولیعهد وضع شده بود، توجیه نمایند.
شعار «نفی مالیات بدون نمایندگی» بعداً در استدلال‌های مقاومت مالیاتی توسط آفریقایی–آمریکایی‌ها و زنان مطرح گردید، چون آن‌ها حق رأی یا کار در بخش قانون‌گذاری نداشتند. شعار یادشده همچنین امروز هم توسط شهرستان کلمبیا به عنوان بخشی از شکایت ساکنان آن به دلیل فقدان نماینده (رای‌دهنده) در کنگره، استفاده می‌شود.
این عبارت در تفکر آمریکایی آنقدر ارز قوی دارد که امروز در زمینه مباحثات مالیاتی که ارتباط چندانی با نمایندگی قانونی ندارند، مکرراً استفاده می‌شود. حداقل به‌شکلی که مخاطبان اصلی این عبارت آن را بفهمند: به‌طور مثال، این شکایات که نمایندگان کنگره تنها تعدادی از منافع خاص را نمایندگی می‌کنند یا این‌که شاکی حس می‌کند دیدگاه او در بحث‌ها یا اقدامات قانونی ارائه نشده‌است.

### نافرمانی مدنی
مقاله سال ۱۸۴۹ میلادی هنری دیوید ثورو، مقاومت در برابر دولت مدنی–که امروزه از آن به عنوان نافرمانی مدنی یاد می‌شود، بخشی از اصول فلسفه‌سیاسی آمریکا است. این نافرمانی به دلیل امتناع ثورو از پرداخت مالیات نظرسنجی به دلیل عدم تمایل به حمایت از دولتی بود که بردگی آمریکایی‌ها را به اجرا درمی‌آورد و آنچه او احساس می‌کرد یک جنگ غیرمنصفانه در برابر مکزیک بود.
ثورو استدلال می‌نمود که اطاعت از دولت اغلب نامناسب است و مردم باید به‌جای استفاده از قانون به عنوان عصا، وجدان خود را توسعه دهند و به آن اعتماد نمایند.
فلسفه ثورو الهام بخش بسیاری از مخالفان مالیات بوده‌است، مخصوصاً آن‌هایی که به‌صورت انفرادی (نه به عنوان بخشی از اعتصاب مالیاتی یا سایر جنبش‌های بزرگ) و با انگیزه مخالفت با خدمت سربازی عمل کرده‌اند.

### مخالفت با خدمت سربازی به مالیات نظامی
این نظریه زمانیکه مالیه دهندگان برای عملکرد و مطالبات دولت، مالیات پرداخت می‌کنند، در اعمال دولت خود شریک می‌شوند و بنابراین باید اقدامات دولت را مورد بررسی قرار دهند. در صورتی که دولت شدیداً غیراخلاقی عمل می‌کند از پرداخت مالیات امتناع ورزند، در جنگ مقاومت مالیاتی که توسط کوئیکرهای آمریکایی از دوران استعمال اعمال می‌شد، کلیدی است. همچنین یک مبنای مهم فلسفی را برای سایر مخالفان مذهبی و سکولار مالیات جنگ آمریکایی تا امروز شکل می‌دهد.
مخالفان مالیات جنگ در ایالات متحده این ایده را مطرح کردند که مخالفت با خدمت سربازی از مالیات نظامی باید یک حق محافظت شده قانون باشد: یعنی مالیه دهندگانی که از لحاظ اخلاقی با ایفای نقش در جنگ مخالف هستند، نباید مجبور شوند تا جنگ را تأمین مالی نمایند، درست همانگونه که دولت‌ها اجازه می‌دهند چنین افرادی از خدمت سربازی اجتناب ورزند.
این نظریه توسط افرادی گسترش یافته‌است، که با سایر جوانب بودجه دولتی مخالف هستند. برخی از آن‌ها به این دلیل که بخشی از هزینه‌های بهداشتی دولت به مؤسساتی می‌رود تا سقط جنین را فراهم کنند، از پرداخت مالیات خودداری کرده‌اند. تعدادی از آمیش‌ها به دلایل وجدانی از پرداخت مالیات به برنامه‌های بیمه اجتماعی دولت اجتناب ورزیده‌اند.

### مالیات به عنوان دزدی

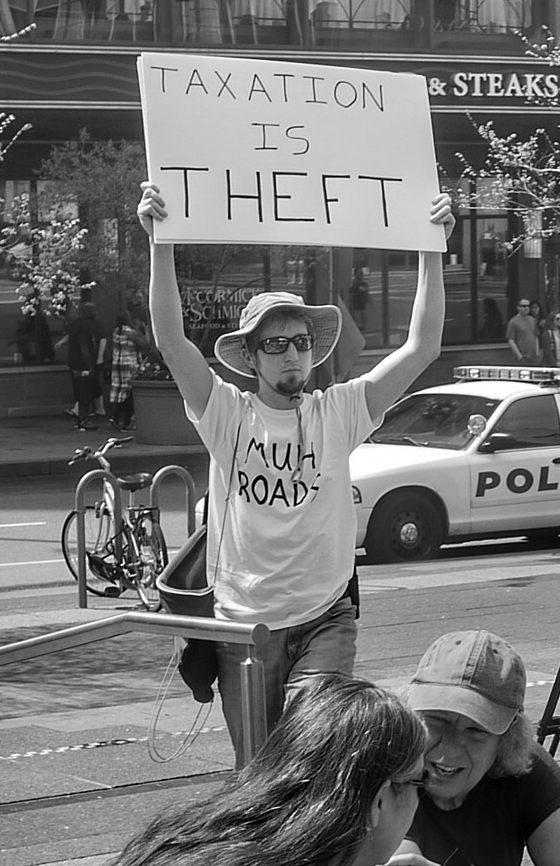
معترض اعتراضات «روز مالیات»، در سینسیناتی اوهایو، پلاکاردی در دست دارد که روی آن نوشته شده: «مالیات دزدی است»

این نظریه که مالیات از نظر اخلاقی از دزدی قابل تمایز نیست، یکی از عناصر اصلی تفکر آنارشیستی و (اغلب) آزادی‌خواهانه آمریکایی است. فیلسوف آنارشیست آمریکایی لیساندر اسپونر این موضوع را چنین بیان می‌کند:
مالیات بدون رضایت زمانیکه علیه یک نفر اجرا می‌شود، به همان اندازه دزدی است که بر علیه میلیون‌ها نفر اجرا شود… گرفتن پول یک فرد بدون رضایت او وقتی که توسط میلیون‌ها فرد به‌صورت هماهنگ که خود را دولت می‌نامند، انجام شود. نیز به همان اندازه دزدی است که توسط یک فرد که به مسئولیت خود عمل کرده و خود را صاحب بزرگراه می‌داند، انجام شود. نه اعداد دخیل در این عمل و نه شخصیت‌های متفاوتی که به عنوان پوششی برای عمل در نظر گرفته می‌شوند، ماهیت عمل را تغییر نمی‌دهند.— Lysander Spooner، No Treason: The Constitution of No Authority (1869)
پلتفورم اصلی حزب لیبرتارین ایالات متحده (۱۹۷۲ میلادی) موافقت کرد، که مالیات همیشه نقض حقوق افراد بوده‌است:
از آن‌جایی که ما معتقدیم هرشخص حق دارد، ثمره کار خود را بردارد. با تمام فعالیت‌های دولتی که شامل جمع‌آوری اجباری پول یا کالا از شهروندان با نقض حقوق فردی آن‌ها است، مخالفیم. مخصوصاً، ما نهایتاً لغو تمام مالیات را حمایت می‌کنیم. ما از یک سیستم هزینه‌های داوطلبانه برای خدمات ارائه شده به عنوان روشی برای تأمین مالی دولت در یک جامعه آزاد حمایت می‌کنیم.